# Dvireț (Sinhurî), Jîtomîr
Dvireț (în ucraineană Двірець) este un sat în comuna Sinhurî din raionul Jîtomîr, regiunea Jîtomîr, Ucraina.

## Demografie
Componența lingvistică a localității Dvireț
     Ucraineană (99,44%)
     Alte limbi (0,56%)
Conform recensământului din 2001, majoritatea populației localității Dvireț era vorbitoare de ucraineană (99,44%), existând în minoritate și vorbitori de alte limbi.